# Вашингтон (округ, Алабама)
Шаблон:StateAbbr_ 31°24′33″ пн. ш. 88°12′41″ зх. д. / 31.409166666667° пн. ш. 88.211388888889° зх. д.
Округ Вашингтон (англ. Washington County) — округ (графство) у штаті Алабама. Ідентифікатор округу 01129.

## Історія
Округ утворений 1800 року.

## Демографія
За даними перепису
2000 року
загальне населення округу становило 18097 осіб, усе сільське.
Серед мешканців округу чоловіків було 8869, а жінок — 9228. В окрузі було 6705 домогосподарств, 5042 родин, які мешкали в 8123 будинках.
Середній розмір родини становив 3,17.
Віковий розподіл населення поданий у таблиці:
| Стать    | До 15 років | 15-21 | 22-29 | 30-39 | 40-49 | 50-65 | 65-85 | Понад 85 |
| -------- | ----------- | ----- | ----- | ----- | ----- | ----- | ----- | -------- |
| Чоловіки | 2235        | 963   | 835   | 1193  | 1224  | 1462  | 882   | 75       |
| Жінки    | 2050        | 919   | 880   | 1317  | 1336  | 1437  | 1099  | 190      |

## Суміжні округи
- Чокто — північ
- Кларк — схід
- Болдвін — південний схід
- Мобіл — південь
- Ґрін, Міссісіпі — південний захід
- Вейн, Міссісіпі — північний захід

## Виноски
1. ↑  American FactFinder. Бюро перепису населення США. Архів оригіналу за 26 лютого 2012. Процитовано 31 січня 2008.
2. ↑  Oregon: Population of Counties by Decennial Census: 1900 to 1990 — Бюро перепису населення США (англ.)
3. ↑  http://factfinder2.census.gov
4. ↑  Архівована копія. Архів оригіналу за 11 серпня 2012. Процитовано 1 червня 2012.{{cite web}}:  Обслуговування CS1: Сторінки з текстом «archived copy» як значення параметру title (посилання)